# Église des Cinq-Plaies-du-Christ d'Allibaudières
L'église des Cinq-Plaies-du-Christ est une église située à Allibaudières, en France.

## Localisation
L'église est située sur la commune d'Allibaudières, dans le département français de l'Aube.

## Historique
L'édifice est inscrit au titre des monuments historiques en 1960.